# Quileute
Quileute (Quillayute) (/ˈkwɪliːuːt/) é uma etnia nativa dos Estados Unidos da América localizada no oeste do Estado de Washington. Segundo censo de 2007, conta com 500 habitantes. Falavam a língua quileute, mas o último falante morreu em 1999.

## Arte e cultura material

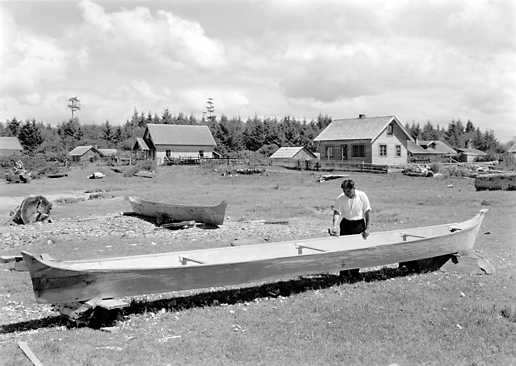
Making of a Quileute canoe in the Olympic National Park, 1940.

Historicamente os Quiluete eram construtores e artesãos talentosos. Como muitas outras tribos da região eles eram fazedores de barcos e canoas. Ele podiam fazer canoas para caça de baleias, que conseguiam carregar toneladas de carga e homens. Eles tinham canoas de cedro e indo do tamanho de pequenos barcos que poderiam carregar duas pessoas até embarcações gigantes até 58 metros e capazes de carregar até 6 000 libra (massa)s (2 700 kg). Os cascos dos veleiros clipper usa um design muito parecido com o usado pelos Quileutes. [carece de fontes?]
Os Quileutes usavam os recursos da terra para fazer ferramentas e outros itens. Na região, quase tudo era feito de madeira. Necessidades como utensílios, roupas, armas e tinta eram feitos de recursos naturais disponíveis. Em termos de arte e crafts, a Tribo Quileute é mais conhecida por suas cestas e cobertores de pelo de cachorro. A tribo mantinha uma raça especial de cães, cachorros lanosos pelo seu pelo, que eles transformariam em mantas. Eles também produziam cestas incrivelmente refinas que eram tão densamente trançada que eram impermeáveis agua.
Usando a casca do cedro, eles faziam saias e chapeis a prova d’água para proteger seus corpos da chuva pesada na região.[carece de fontes?]

## Linguagem
A tribo Quileute falava uma linguagem chamada Quileute ou Quillayute, que faz parte da família de linguagens Chimakuan. O Chimakum, que também falavam uma linguagem Chimakuan (chamada Chemakum, Chimakum, or Chimacum) eram o único outro grupo de pessoas que falavam uma linguagem dessa família de linguagens.
Em 1999, o último falante nativo da linguagem Quileute faleceu, fazendo com que a linguagem fosse considerada como extinta, porém tres ou quatro usuários da linguagem em seus 50 anos retêm algum conhecimento do vocabulário. Até então ela era falada apenas por anciões tribais em La Push, e alguns dos Makah.[carece de fontes?]
Quileute é uma das 13 linguagens conhecidas que é lembrada por não ter consoante nasais. A tribo agora está tentando evitar a perda da linguagem ensinando ela na Quileute Tribal School, usando livros escritos para os estudantes por anciões tribais.
O Comitê da Nação Quileute de Cultura e Linguagem lançou um app de linguagem e cultura em 2021 em um esforço de preservar a linguagem e a cultura de seu povo.  Esforços para introduzir frases e Quileute na vida cotidiana começaram em 2007 através do projeto Revitalização Quileute, provendo a membros da tribo com informações acessíveis em vocabulário básico e frases. A Nação Quileaute continua esse projeto através de uma folha de alfabeto baixavel e provendo audiobooks lidos em Quileute.